# راميا بارنا
راميا بارنا (بالإنجليزية: Ramya Barna)‏ (من مواليد 4 أغسطس 1986 في كوداجو، الهند) هي ممثلة سينمائية هندية ، ظهرت بشكل أساسي في أفلام الكانادا.

## وصلات خارجية
- راميا بارنا على موقع IMDb (الإنجليزية)
- راميا بارنا على موقع قاعدة بيانات الفيلم (الإنجليزية)